# Rendőrakadémia 4. – Zseniális amatőrök az utcán
A Rendőrakadémia 4. – Zseniális amatőrök az utcán (eredeti cím: Police Academy 4: Citizens on Patrol) 1987-ben bemutatott amerikai filmvígjáték, amely a Rendőrakadémia-sorozat negyedik része. Az élőszereplős játékfilm rendezője Jim Drake, producerei Paul Maslansky és Donald L. West. A forgatókönyvet Gene Quintano írta, a zenéjét Robert Folk szerezte.
A mozifilm gyártója és forgalmazója a Warner Bros. Pictures. Amerikában 1987. április 3-án, Magyarországon 1990. február 8-án mutatták be a mozikban.

## Cselekmény
Lassard Eric parancsnok, az akadémia vezetője új fejlesztésével, a Zs.A.R.U. (Zseniális Amatőr Rendőrök az Utcán) programmal – melyben civileket kiképeznek ki egyszerűbb rendvédelmi feladatokra – segítené a polgári lakosság és a rendőrség közötti aktívabb együttműködést. A már jól ismert egykori akadémisták, mint már hivatásos állománybeli rendőrök, Tackleberry, Jones, Hooks, Hightower, Sweetchuck, a jó útra tért, de még mindig idegesítően különc Zed, és persze Mahoney, Callahannel együtt felügyelik az akciót, amit Harris százados szokásához híven igyekszik meghiúsítani. Természetesen itt is felbukkan mellette Proctor hadnagy, aki ügyetlenségével Harris terveit hiúsítja meg sorra.
Az akció elkezdődik, Zed egy nőegyletnek tart előadást a programról, ahol megismerkedik Laurával, az újonclánnyal, míg Tackleberry egy idősek ottonában keresi fel a program iránt élénk érdeklődést mutató, military-rajongó, belevaló idős hölgyet, Mrs. Feldmannt. Aki mint mondja, nem nézi tétlenül, ahogy a többi öreg meszesedik, inkább rendőrnek áll. Tackleberry feltétlen rajongója lesz a néninek. Két gördeszkás huligán Harris körzetében bohémkodik, gördeszkáznak a plázában, mígnem elfogják őket, és a bíró kötelezi őket a programban való részvételre.
A többiek itt-ott szórólapoznak, előadást tartanak, az érdeklődés meglehetősen nagy. Az akadémián máris gyülekeznek az újoncok, feltűnik egy nagyon kövér srác, aki Hightower régi ismerőse, Tommy Conclin, az egykori bajkeverő kiskölyök most lelkes rendőrújonc, kivételes testi erővel bír, a motorját hóna alá kapva sétál a felvételi asztalhoz.
A kiképzés folyik, Mrs. Feldmann Tackleberry elismerésére célbalő a gyakorlófegyver helyett a saját nagy hatóerejű pisztolyával, Callahan vizimentést oktat, Zednek Laura bevallja, hogy "tökéletesnek" tartja, majd később már randiznak.Harris és Proctor is dolgoznak az ellenérdekek mentén, de természetesen nem sikerül nekik, hol a századosnak kerül ragasztó a megafonjára, amit a kórházban szednek le róla, hol Proctort lopják el egy mobil wc aktív használata közben vécéstől együtt, és teszik le egy daruval egy épp nézővel teli stadion kellős közepén.
Mindeközben Londonban Lassard parancsnok a világ többi részéről összesereglett kollégáival együtt sztorizgat, amikor megérkezik a Hrust parancsnok, aki a kormányzó meghívását hozza a rendőrkonferencia résztvevőinek, és egyúttal elviszik őket megnézni a Lassard-módszer gyakorlati megvalósulását. A városban Proctor hibájából kiszabadulnak a börtön foglyai, és foglyul ejtik a prominens vendégeket.
Természetesen a Happy End nem marad el, az amatőr rendőrök a maguk egyre működőképesebb módszereivel és csapatmunkával mindenkit kiszabadítanak, Harris pedig kénytelen ismét végignézni, hogy kollégái sikerre vitték az akciót, mindenkit kitüntetnek.

## Szereplők
| Szerep                          | Színész             | Magyar hang       |
| ------------------------------- | ------------------- | ----------------- |
| Eric Lassard                    | George Gaynes       | Kun Vilmos        |
| Eugene Tackleberry              | David Graf          | Szombathy Gyula   |
| Larvell Jones                   | Michael Winslow     | Kautzky Armand    |
| Laverne Hooks                   | Marion Ramsey       | Pálos Zsuzsa      |
| Debbie Callahan hadnagy         | Leslie Easterbrook  | Kiss Mari         |
| Moses Hightower                 | Bubba Smith         | Csikos Gábor      |
| Carey Mahoney                   | Steve Guttenberg    | Szerednyey Béla   |
| Mauser parancsnok               | Art Metrano         | Reviczky Gábor    |
| Thaddeus Harris százados        | G. W. Bailey        | Dörner György     |
| Proctor hadnagy                 | Lance Kinsey        | Józsa Imre        |
| Henry Hurst rendőrparancsnok    | George R. Robertson | Kenderesi Tibor   |
| Claire Mattson                  | Sharon Stone        | Hegyi Barbara     |
| Thomas 'Húsgolyó' Conklin       | Tab Thacker         | Benkóczy Zoltán   |
| Tomoka Nogata rendőr            | Brian Tochi         | Lippai László     |
| Kathleen Kirkland-Tackleberry   | Colleen Camp        | Andresz Kati      |
| Bud Kirkland rendőr             | Andrew Paris        | Haás Vander Péter |
| Mr. Max Kirkland                | Arthur Batanides    | Dobránszky Zoltán |
| Mrs. Kirkland                   | Jackie Joseph       | Dallos Szilvia    |
| Sweechuck kadét                 | Tim Kazurinsky      | Verebély Iván     |
| Zed rendőr                      | Bobcat Goldthwait   | Kerekes József    |
| Chad Copeland őrmester          | Scott Thomson       | Lux Ádám          |
| Butterworth                     | Derek McGrath       | Mikó István       |
| Mrs. Lois Feldman               | Billie Bird         | Tábori Nóra       |
| Arnie                           | Brian Backer        | Rudolf Péter      |
| Kyle                            | David Spade         | Bor Zoltán        |
| Laura                           | Corinne Bohrer      | Spilák Klára      |
| Zack                            | Randall „Tex” Cobb  | Kránitz Lajos     |
| Todd                            | Michael McManus     | N/A               |
| Német rendőr                    | Arnie Hardt         | N/A               |
| Olasz rendőr                    | Frank Canino        | N/A               |
| Kínai rendőr                    | Bob Lem             | Botár Endre       |
| Francia rendőr                  | François Klanfer    | N/A               |
| Német tolmács                   | Denis De Laviolette | N/A               |
| Olasz tolmács                   | Joey Pomanti        | N/A               |
| Kínai tolmács                   | Harvey Chao         | N/A               |
| Francia tolmács                 | Michelle Duquet     | N/A               |
| Bíró                            | Jack Creley         | N/A               |
| Copeland társa                  | Ted Simonett        | Végh Péter        |
| Raktári orgazda                 | James Carroll       | Végh Péter        |
| Költőnő                         | Kay Hawtrey         | Győri Ilona       |
| Harmonikás férfi                | Sid Gould           | N/A               |
| Nő a liftnél                    | Megan Smith         | N/A               |
| Férfi a liftnél                 | Don Ritchie         | N/A               |
| Férfi a partin                  | Rummy Bishop        | N/A               |
| Nővér                           | Carolyn Scott       | Kökényessy Ági    |
| Rendőr a kapitányságon          | Marc Leger          | N/A               |
| Rendőr a raktárnál              | Larry Schwartz      | N/A               |
| Bankrabló                       | Brent Myers         | N/A               |
| Ballonkabátos gengszter         | Michael Rhoades     | N/A               |
| Nő, akinek ellopják a tárcáját  | Diane Fabian        | N/A               |
| Férfi a Kék Osztrigában         | Glenn Preston       | N/A               |
| Harmónikás az öregek otthonában | N/A                 | Antal László      |
| Hangosbemondó a légibemutatón   | N/A                 | Melis Gábor       |
| Rab, aki fegyvert fog Proctorra | N/A                 | Sörös Sándor      |

További magyar hangok: Surányi Imre, Szabó Sipos Barnabás

## Televíziós megjelenések
HBO, TV3, RTL Klub, Film+, Cool, Prizma TV / RTL+, RTL II, Viasat 3, AXN, AXN Black, Viasat 6